# انتخابات الرئاسة الأرجنتينية 1904
انتخابات الرئاسة الأرجنتينية 1904 هي الانتخابات الرئاسية التي جرت في 1904، في الأرجنتين، فاز بالانتخابات مانويل كوينتانا.